# 床松
床松（とこまつ、1954年（昭和29年）8月1日 - ）は、大相撲の元床山。本名は松井 博（まつい ひろし）。北海道函館市出身。春日野部屋所属。

## 人物
中学2年の時に千葉県に転居。私立千葉工商高等学校（現・敬愛学園高等学校）に入り、野球部に所属するが、1年で中退。1970年10月に春日野部屋の床山に採用される。部屋では栃錦から栃乃和歌まで3代にわたり、部屋の力士のマゲを結った。2015年1月に特等床山。2019年7月場所で床蜂とともに停年を迎えた。床松は現役末期は栃ノ心の大銀杏を結い、栃ノ心が優勝したことが「一番の思い出」と語った。栃ノ心について床松は「髪の量も柔らかさも結いやすい」とのこと。栃ノ心は床松について「仕事が早い」と語った。
なお、彼以前にも「床松」の名前を名乗った床山は数人いたが、有名になることもなく短期間で廃業している。

## 履歴
- 1970年11月場所 - 採用。
- 1999年以前 - 二等床山。
- 2001年1月場所 - 一等床山に昇進。
- 2015年1月場所 - 特等床山に昇進。
- 2019年7月場所 - 停年退職。